# Chrono24
Chrono24 is een online e-commerceplatform voor de koop en verkoop van nieuwe, tweedehands en vintage luxe horloges.

## Bedrijf
Het bedrijf werd in 2003 opgericht te Karlsruhe in Duitsland. In 2010 werd het overgenomen door Tim Stracke, Dirk Schwartz en Michael Krkoska. Sinds de oprichting is het onder andere met behulp van een investering van 22,8 miljoen dollar in 2015, uitgegroeid tot de grootste marktplaats voor luxe horloges ter wereld met ongeveer 500.000 geplaatste producten en een jaaromzet van meer dan 2,4 miljard dollar in 2020.
Chrono24 werd geleid door Co-CEO Tim Stracke, Co-CEO Holger Felgner, COO Sven Himmelsbach, CTO Michael Krkoska en CFO Stephan Kniewasser. Het hoofdkantoor is gevestigd in Karlsruhe en daarnaast heeft Chrono24 kantoren in New York, Berlijn en Hongkong met in totaal rond de 300 werknemers.

## Platform
Het platform Chrono24 biedt toegang aan particuliere en commerciële handelaren uit meer dan 100 landen. Het platform is beschikbaar in 22 talen en heeft een maandelijks bereik van 9 miljoen bezoekers.
Meer dan 400 luxe horlogemerken worden verhandeld op Chrono24.

## Eigenschappen
Chrono24 biedt gebruikersbescherming via de escrowservice Trusted Checkout en het screenen van aanbieders. Het heeft ook een Watch Scanner, beschikbaar in de Chrono24-app, die de details van aangeboden horloges kan vaststellen.
Daarnaast biedt Chrono24 Virtual Showroom aan, een augmented reality-service in de app, waarin de gebruiker een horloge virtueel kan 'passen'.

## Geschiedenis
- 2003 – Opgericht en kantoor geopend in Karlsruhe, Duitsland[2].
- 2010 – Overname door Dirk Schwartz and Tim Stracke[2].
- 2015 – Kantoren geopend in New York en Hong Kong[12].
- 2018 – 'Virtual Showroom' wordt gelanceerd in de App Store[10].
- 2019 – 'Watch Scanner' wordt gelanceerd. Door een foto van de wijzerplaat te maken, kan de gebruiker de modelnaam en details van een horloge achterhalen[9].